# Anomoia vulgaris
Anomoia vulgaris är en tvåvingeart som först beskrevs av Tokuichi Shiraki 1933.  Anomoia vulgaris ingår i släktet Anomoia och familjen borrflugor. Inga underarter finns listade i Catalogue of Life.